# Nela (rivière)
Pour les articles homonymes, voir Nela (homonymie).
Le Nela est une rivière espagnole du nord-est de la communauté autonome de Castille-et-León, et un affluent en rive gauche de l'Èbre.

## Géographie
Sa longueur est de 75 km et son bassin-versant a une superficie de 1 081,2 km2.
La rivière prend sa source dans la région karstique des Monts du Somo, près de Merindad de Valdeporres. Une grande partie de ses eaux est déviée pour alimenter Bilbao et pour l'irrigation. Elle abrite des fermes piscicoles et une centrale hydroélectrique à Nofuentes. Elle se termine dans l'Èbre près de Trespaderne.
Sa faune caractéristique est composée de Discoglossus galganoi, de Toxostome et d'escargot de Quimper.